# Pista de Hielo Revolución
Die Pista de Hielo Revolución war eine Eissporthalle in Mexiko-Stadt. Sie lag an der Avenida Revolución und bot 1500 Zuschauern Platz. Für die Olympischen Sommerspiele 1968 wurde die Pista de Hielo Revolución so hergerichtet, dass dort Volleyball gespielt werden konnte. Für das Volleyball-Turnier war die Halle die Nebenspielstätte. Nach den Spielen wurde die Halle weiterhin als Eissportzentrum und für Wrestlingveranstaltungen genutzt.
1997 wurde die Halle abgerissen.